# Kristofer Hivju
Kristofer Hivju (Oslo, 7 de dezembro de 1978) é um ator, produtor e escritor norueguês, conhecido pelo papel de Jonas no filme A Coisa (2011). Filho do ator Erik Hivju, graduou-se na versão dinamarquesa da Academia Russa de Artes Teatrais (GITIS) em Århus, na Dinamarca, em 2004. Hivju começou a trabalhar em Depois da Terra, de M. Night Shyamalan, em 2012. Ele também interpreta Tormund Giantsbane na série de televisão Game of Thrones da HBO. Em 2016 foi escalado no elenco do filme Justice League.
No dia 16 de março de 2020, anunciou ter testado positivo para a doença do novo coronavírus, durante a pandemia em curso.

## Carreira
| Ano  | Título                        | Papel                  | Notas                      |
| ---- | ----------------------------- | ---------------------- | -------------------------- |
| 2001 | Fox Grønland                  | Jim Olsen              | Série de TV                |
| 2005 | Closework                     | Enfermeira             | Curta-metragem             |
| 2007 | Seks som oss                  | Cliente do bar         | Série de TV                |
| 2007 | Kilolirakis                   |                        | Curta-metragem             |
| 2007 | Melonas                       |                        | Série de TV                |
| 2007 | Størst av alt                 | Ben                    | Miniserie para TV          |
| 2008 | Flax                          | Torpedo                | Curta-metragem (roterista) |
| 2008 | Manhunt                       | Homem no café          |                            |
| 2008 | A Perfect Day for Golf        | Gudmund - o paramédico | Curta-metragem             |
| 2011 | Min Siste Bull                | Vítima                 | Curta-metragem             |
| 2011 | A Coisa                       | Jonas                  |                            |
| 2011 | Olav                          | Olavo II da Noruega    | Documentário               |
| 2013 | Depois da Terra               | Chefe da Segurança     |                            |
| 2013 | Game of Thrones               | Tormund Giantsbane     | Série de TV                |
| 2014 | In Order of Disappearance     | Strike                 |                            |
| 2014 | Force Majeure                 | Mats                   |                            |
| 2014 | Lilyhammer                    | Tormod                 |                            |
| 2015 | Birkebeinerne (The Last King) | Torstein               |                            |
| 2017 | Fast 8                        | Connor Rhodes          |                            |
| 2017 | Justice League                | Acident Atlantean King |                            |

## Ligações Externas
- Kristofer Hivju. no IMDb.
- Kristofer Hivju no Filmweb.no (Norueguês)